# 分泌
分泌（英語：Secretion）是使物质（比如细胞、腺体分泌的化学物质）从细胞或生命体中的一个点向另一点移动的过程。与之相对的是排泄作用，指的是从细胞或生命体中移除某些特定物质的过程。细胞分泌一般是通过porosomes，细胞质膜处的分泌通道，来完成的。
細菌的分泌系統是指細菌將效應分子從細菌細胞內部（細胞質或细胞质基质）運輸或易位到細胞外部的過程，效應分子可能是蛋白质、酶或是毒素（例如病原细菌霍亂弧菌會分泌的霍亂毒素）。對細菌而言，若要在其天然環境下，可以適應以及存活，分泌是很重要的機制。